# Yoo Young-chul
Yoo Young-chul (koreański: 유영철, ur. 1970) – południowokoreański seryjny morderca i kanibal. Chociaż przyznał się do zamordowania 21 osób, głównie prostytutek i starszych zamożnych mężczyzn, seulski Centralny Sąd Okręgowy skazał go za 20 morderstw. Jedna ze zbrodni nie została uwzględniona z powodu błędów technicznych w postępowaniu.
Yoo Young-chul spalił troje zwłok, a 11 zbezcześcił, przyznając, że zjadał wątroby niektórych ofiar. Swoich zbrodni dokonywał między wrześniem 2003 a lipcem 2004, gdy został aresztowany. Został skazany na karę śmierci 13 grudnia 2004.
Jego sprawa, która przeraziła południowych Koreańczyków, rozgrzała na nowo debatę nad karą śmierci w Korei Południowej. Chociaż kara śmierci jest dozwolona, nie była przeprowadzana przez ostatnie 6 lat. Przed schwytaniem Yoo wydawało się, że kara śmierci może zostać zniesiona, ale od tego czasu poparcie dla jej wykonywania bardzo wzrosło.
Seulski sąd napisał w uzasadnieniu: 
Morderstwo aż 20 osób jest precedensowe w kraju i straszną zbrodnią. Kara śmierci jest nieunikniona dla Yoo ze względu na straszliwy ból zadany rodzinom ofiar i całemu społeczeństwu.